# Likopen
Likopen, E160d – organiczny związek chemiczny z grupy karotenów, węglowodór nienasycony o budowie podobnej do kauczuku naturalnego. Należy do rodziny naturalnych pigmentów występujących u roślin i zwierząt. Ma silne właściwości przeciwutleniające.
W odróżnieniu od β-karotenu po wchłonięciu w jelicie nie ulega przekształceniu do retinolu (nie jest substratem dla cynkozależnej dioksygenazy, jak inne karotenoidy).

## Występowanie
| Surowiec         | mg w jednostce objętości |
| ---------------- | ------------------------ |
| Pasta pomidorowa | 75 na 237 ml (cup)       |
| Sok pomidorowy   | 22 na 237 ml (cup)       |
| Pomidory         | 4,6 na 237 ml (cup)      |
| Keczup           | 2,5 na łyżkę stołową     |
| Grejpfrut różowy | 3,4 w całym owocu        |
| Fasola z puszki  | 1,3 na 237 ml (cup)      |

Likopen występuje obficie w rokitniku, pomidorach, przepękli indochińskiej, gujawie, melonach[niewiarygodne źródło?] oraz innych czerwonych owocach (arbuzy, czerwone grapefruity, owoce dzikiej róży).
Ze względu na wysoką odporność podczas obróbki cieplnej, oraz dobrą rozpuszczalność w tłuszczach, jest łatwo przyswajalnym karotenoidem. 
Likopen występuje w owocach i warzywach głównie w formie all-trans-izomerów, dopiero po obróbce termicznej uzyskuje formę cis-izomerów, które to izomery są lepiej bioprzyswajalne. Stosuje się w tym celu proces izomeryzacji.

## Otrzymywanie
Na skalę przemysłową likopen jest ekstrahowany z pomidorów i czerwonych grejpfrutów.

## Działanie zdrowotne
Likopenowi przypisywane jest skutecznie oddziaływanie na procesy nowotworzenia, jednak mechanizm tego zjawiska nie został do końca poznany. Sądzi się, że powoduje on odbudowanie połączeń międzykomórkowych, podobnie jak ma to miejsce w przypadku innych karotenoidów. Produkty zawierające likopen są polecane mężczyznom będącym w grupie ryzyka wystąpienia raka prostaty lub już walczącym z tą chorobą (likopen w największym stopniu kumuluje się w komórkach prostaty). Spożywaniu produktów bogatych w likopen przypisywane jest obniżanie ryzyka ostrego zawału mięśnia sercowego, wystąpienia choroby wieńcowej i ryzyka zgonu z powodu choroby wieńcowej. 
U szczurów poddanych leczeniu cyklosporyną A likopen zmniejszał toksyczny wpływ cyklosporyny A na jądra i właściwości nasienia (spermy), co tłumaczy się jego działaniem przeciwutleniającym.

## Zastosowanie
Likopen znajduje zastosowanie jako barwnik w przemyśle spożywczym. Barwi się nim np.: batoniki odżywcze, zupy, jogurty, napoje gazowane oraz produkty żelujące.